# Bojtina
Bojtina je naselje v Občini Slovenska Bistrica. V vasi je stalno naseljenih 20 hiš, v katerih prebiva 63 ljudi. Domačini se pretežno preživljajo s kmetijstvom, predvsem z živinorejo in gozdarstvom.
Vas Bojtina leži severozahodno od Šmartnega na Pohorju in je del krajevne skupnosti Šmartno na Pohorju. Središče vasi je od Šmartnega oddaljeno štiri kilometre. Razteza se od Šmartnega do Žigartovega vrha in od Frajhajma do Smrečnega. Vas zajema okoli tisoč hektarjev zemljišča, ki je v večini prekrito z iglastim gozdom, ostalo so pašniki in travniki, le majhen del predstavljajo obdelovalne površine-njive. Sega od nadmorske višine 679 metrov v Bojtinskem potoku, do 1346 metrov na Žigartovem vrhu.

## Zgodovina
Vas Bojtina je najstarejša vas v krajevni skupnosti Šmartno, saj se prvič omenja leta 1227 pod imenom »Vogtwin«. V Bojtini stoji na nadmorski višini 1007 metrov cerkev Sv. Uršule. Je podružnična cerkev župnije Župnije sv. Martin na Pohorju in je med podružničnimi cerkvami omenjena prva. Kdaj je bila cerkev zgrajena ni natančno znano, v pisnih virih se prvič omenja leta 1545. V listinah iz 16. stoletja je zapisano, da jo je dal zgradil Jurij III Schaubberg na svoji posesti. Po naslikanih križih sedeč je bila posvečena, oltarji pa ne. Imela je tri oltarje, prvi Sv. Uršule, drugi Sv. Ahaca in tretji Sv. Janeza Krsnika.

## Naravne znamenitosti

### Lipe
Daleč naokrog so znane Kresnikove lipe, katere obseg najdebelejše meri 860 centimetrov in spada med najdebelejše lipe na Slovenskem. Kresnikove lipe sestavlja skupine petih lip, ki so posajene v neposredni bližini Kresnikove domačije. Zelo je zanimiv primerek zaraščanja dveh lip. Lipe so zaščitene z odlokom o naravni in kulturni dediščini. Zraven teh lip so poznane še Termotove lipe, Ačkova, Zgornje Bojčnikova, Grobnikova, Robnikova, Šternova.

### Močvirja
Na Bojtini v povirju Bistrice se v dolinicah stranskih pritokov nahaja več manjših močvirij. Večje močvirje se nahaja v bližini Stegnetove bajte in kmetij Prednik oz. Trtnik. To so močvirni travniki z elementi nizkega barja, ki prehajajo v območja s šotnimi mahovi in ombotrofnimi vrstami. Poleg odprtih vodnih oken so tudi dvignjene lege s smrekami in brezo.

### Rimski kamnolom
Na ozemlju Bojtine se nahaja Rimski kamnolom.

## Etnološki muzeji
V vasi so trije etnološki muzeji, dva sta bila delno obnovljena v letu 1999/2000 s prostovoljnim delom in prispevkov vaščanov, ter prispevkov TD Jelka. Tretjega (Šetorov mlin) pa je obnovil Anton Šahtler. 
- Kresnikova kovačija predstavlja staro kovačijo z vso staro opremo.
- Ferdinadova domačija pa predstavlja staro pohorsko domačijo, ki jo sestavlja črna kuhinja, ena soba - hiša, ter shramba – hramec kot so jo imenovali.
- Šetorov mlin predstavlja stari mlin na vodni pogon.

## Gozdna učna pot Bojtina
Gozdna krožna učna pot je dolga 3700 metrov, je srednje zahtevna. Na njej premagamo 150 metrov višinske razlike. Sprehod po njej traja 2 uri. Za voden ogled je potrebno načrtovati 3-4 ure. Pohodna pot pa je dolga 6500 metrov in premagamo 220 metrov višinske razlike. Pot lahko nadaljujemo do Areha ali Treh kraljev. Na sami poti si lahko ogledamo številne rastlinske vrste, med njimi tudi znamenite Kresnikove lipe, Trmotove lipe, Rimski kamnolom, cerkev Sv. Uršule, Kresnikovo kovačijo, Ferdinadovo domačijo,Šetorov mlin...

## Priznanja
Vas Bojtina je bila v letih 1999, 2000, 2001, 2002, 2003,2004, 2005, 2006, 2007, 2008 proglašena za najlepše urejeno vas v KS Šmartno na Pohorju. Leta 1999, 2000, 2001 in 2002 in 2008 je prejela Zlato vrtnico občine Slovenska Bistrica, ter leta 2002  priznanje Krajevne skupnosti Šmartno na Pohorju za urejenost in prepoznavnost kraja in priznanje Turistične zveze Slovenije, kot tretja najlepša Slovenska hribovska vas.

## Dosedanji predsedniki vasi Bojtina
Čavničar Kristina 2007 dalje

Kapun Miran  1999 - 2007

Kapun Jože  1991 - 1999